# Martin Stoychev
 (février 2024).
Martin Stoychev (en bulgare : Мартин Стойчев), né le 17 octobre 2003 à Dragoman en Bulgarie est un footballeur bulgare qui joue au poste d'arrière droit au CSKA Sofia.

## Biographie

### En club
Né à Dragoman en Bulgarie, Martin Stoychev est formé par le club local du FC Dragoman, avant de rejoindre en 2018 le Septemvri Sofia, où il poursuit sa formation.
C'est avec ce club qu'il fait ses débuts en professionnel, jouant son premier match le 17 octobre 2020, jour de ses 17 ans, lors d'une rencontre de championnat de deuxième division face au PFK Litex Lovetch. Il entre en jeu et son équipe l'emporte par un but à zéro,.
Le club est ensuite promu et Stoychev fait ses débuts en première division le 8 juillet 2022, lors de la première journée de la saison 2022-2023, face au champion en titre du PFK Ludogorets Razgrad. Il est titularisé, et son équipe s'incline par trois buts à zéro.
Le 1er juillet 2023, Martin Stoychev est prêté au FK Arda Kardjali pour une saison.
Le 26 janvier 2024, lors du mercato hivernal Martin Stoychev rejoint le CSKA Sofia.

### En sélection
Martin Stoychev joue son premier match pour l'équipe de Bulgarie espoirs le 23 septembre 2022, contre la Hongrie. Il est titularisé et son équipe est battue par un but à zéro.